# Francisco Jorquera
Francisco Xesús Jorquera Caselas (Ferrol, 31 de agosto de 1961), conocido como Francisco Jorquera, es un político español del Bloque Nacionalista Galego. En enero de 2011 fue elegido por el BNG como candidato a la Presidencia de la Junta de Galicia, cargo al que optaba como representante de la UPG.
Estudió Geografía e Historia en la Universidad de Santiago de Compostela, época en la que fue Secretario General de la organización Estudantes Revolucionarios Galegos y miembro fundador de los Comités Abertos. Militó en la Asemblea Nacional-Popular Galega (AN-PG) hasta 1982, año de la fundación del BNG, del que es miembro fundador y miembro de la dirección.
Fue designado senador en representación del Parlamento de Galicia entre 2005 y 2008, en sustitución de Anxo Quintana. En las elecciones generales de 2008 y 2011 fue cabeza de lista del BNG al Congreso de los Diputados por la La Coruña, resultando elegido. En el Congreso ha participado en la ponencia encargada de las relaciones con el Consejo de Seguridad Nuclear. A finales de enero de 2012 fue elegido candidato a la presidencia de la Junta de Galicia por el BNG para los comicios de 2012.